# 595 Polyxena
595 Polyxena este o planetă minoră (asteroid), cu un diametru de 90,647 km, din centura de asteroizi. A fost descoperită pe 27 martie 1906 la Observatorul Königstuhl de August Kopff și a fost numită după Polixena. 
Obiectul prezintă o orbită caracterizată de o semiaxă mare de 3,209972082228 UAi, o excentricitate de 0,069239164019687, o înclinație de 17,886 ° în raport cu ecliptica.